# Historia de la educación

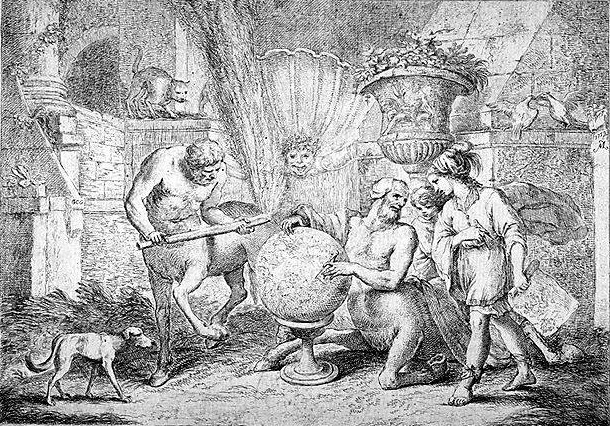
La educación en geografía del joven Aquiles por el centauro Quirón, grabado de Antonio María Zanetti en 1752.

La historia de la educación se ciñe a la división de las edades del hombre. En los inicios de la Edad Antigua hay que situar las concepciones y prácticas educativas de las culturas india, china, egipcia y hebrea. Durante el primer milenio a.C. se desarrollan las diferentes paideías griegas . El mundo romano asimila el helenismo también en el terreno docente, en especial gracias a Cicerón, quien fue el principal impulsor de la llamada humanitas en su discurso Pro Archia.
El fin del Imperio romano de Occidente (476) marca el final del mundo antiguo y el inicio de la Edad Media. Se fija el final de esta edad en la caída de Constantinopla en 1453 y por tanto del Imperio romano de Oriente, actualmente denominado Imperio bizantino. El cristianismo, nacido y extendido por el Imperio romano y dominante durante la Edad Media, asume la labor de mantener el legado clásico en el Renacimiento, tamizado o filtrado por la doctrina cristiana. 
De la recuperación plena del saber de Grecia y Roma que se produce durante el Renacimiento nace el nuevo concepto educativo del Humanismo ciceroniano a lo largo del siglo XVI, continuado durante el Barroco por el disciplinarismo pedagógico y con el colofón ilustrado al cabo del siglo XVIII.
Tras las revoluciones burguesas, sin embargo, nacerán con la Época Contemporánea los actuales sistemas educativos para ambos sexos organizados y controlados por el Estado, a fin de crear el valor burgués de la igualdad de base entre los ciudadanos al menos en cuanto a instrucción primaria, lo que fue, de hecho, una de las conquistas de las revoluciones burguesas.

## Educación en la antigua India
Es necesario ubicar en su contexto histórico, religioso y cultural los conceptos de educación, contenidos y agentes educativos de la antigua civilización de la India. Ésta se inicia con la emigración de los pueblos arios desde las estepas de Asia central a las orillas de los ríos Indo y Ganges, en torno al año 2000 a. C. Es en estos momentos cuando se forma la sociedad de cinco castas que pervive en la actualidad: los brahmanes o sacerdotes en la cúspide, los kchatrias o guerreros a continuación, los vanysias que engloban a los artesanos, comerciantes y campesinos, y, en la base, los sudras o siervos; excluidos, queda la casta de los parias, los intocables.
La religión hinduista impregna la educación. Desde las variantes védicas y brahmánicas traídas por los pueblos arios, a las novedades que supusieron el budismo y el jainismo surgidos en el siglo VI a. C. El maestro, guru, instruye, inicia y guía al discípulo en su formación espiritual. Solo pueden acceder a la docencia del guru los miembros de las tres clases superiores -los siervos o sudras así como los parias quedan fuera-. El discípulo, sisya, debe reunir además de la condición social, unas cualidades físicas, mentales, morales y espirituales. Con la ceremonia del "Upunayana" inicia los estudios; simboliza el nacimiento espiritual del alumno, quien recibe de su guru un mantra o fórmula sagrada. Durante años buscará el conocimiento a través de la verdad que le transmite el maestro, se dedicará a la reflexión y a la meditación psicofísica del Yoga.
Los contenidos que se estudian provienen de un doble canon literario, uno en lengua sánscrita, el védico, y otro en lengua pali, el budista. El primero está formado por los libros sagrados llamados "sruti": los Vedas, Brahmanas, Aranyakas y Upanishads; les siguen los "smriti" que tratan temas de astronomía, gramática, matemáticas, historia y derecho; todos ellos en forma de aforismos, proverbios y máximas sapienciales. El canon budista o "Tripitaca" está formado por el Vinaya Pitaka, sobre disciplina, el Sutta Pitaka que trata sobre la revelación, etc. El alumno debe memorizarlos y reflexionar sobre la exégesis que el guru imparte, cuya autoridad intelectual está fuera de cualquier duda; el discípulo debe venerar a su maestro.
El objetivo fundamental de la educación es la liberación de la ignorancia, "moksa", uno de los tres males del budismo junto al apego y al desapego. Se pretende educar al varón en la obediencia, el respeto a los padres y la piedad hacia los dioses; la mujer debe aprender las virtudes de someterse y adorar al marido, la fidelidad, la castidad, la obediencia, la resignación, la alegría y llevar con perfección el hogar.

## Educación en la antigua China
La aparición y difusión del pensamiento de Confucio, en el siglo VI a. C., divide la historia de China en dos grandes etapas. La época preconfuciana, desde los orígenes de esta cultura asiática en el siglo XV a. C., estuvo marcada por las grandes dinastías Chang y Chou, así como por el feudalismo como estructura social y política. 
Confucio no fue un personaje aislado en la historia china: pertenecía a una escuela de pensamiento, el "Grupo de los Letrados" (siglos VII -III a. C.), que tuvo sus mejores representantes en Confucio y en su discípulo Mencio (siglo IV a. C.). A grandes rasgos, esta escuela y, por tanto, el confucianismo, se caracterizan por un abrumador sentido burocrático, por la defensa de un orden social y moral basado en la autoridad, la jerarquía, el conservadurismo, el formalismo ritual y el pragmatismo. Caracteres que dieron lugar a un modelo de conducta propio de la gente de aquel país, en el que destacan las virtudes de la paciencia, la cortesía y la meticulosidad. 
Además del pensamiento confuciano, el pueblo chino tuvo otra gran corriente de pensamiento que fue el taoísmo, aunque no tuvo consecuencias en el terreno educativo.
El confucianismo y su visión del mundo determinan las características, los objetivos y los contenidos de la educación en la antigua China hasta bien entrado el siglo XX y hasta el gran cambio cultural, social y económico que supuso la Revolución china y el largo gobierno de Mao Zedong. En la concepción clásica, el cosmos se articula en la armonía del Cielo, el Hombre y la Tierra; el Emperador, que recibe el Mandato del Cielo, vela por el mantenimiento de este equilibrio.
El maestro debe ser un "Junzi" moral, un hombre superior, cuya inteligencia, honestidad y virtud lo diferencian de la mayoría. Se mostrará afable en el trato con las personas, pero sin perder la fuerza de sus conocimientos y opiniones, se alimentará y vivirá de manera frugal y sencilla. Admirará la inteligencia allí donde la encuentre, pero será comprensivo con el vulgo escasamente formado. Deberá conocer las capacidades de cada uno de sus alumnos, tratará de convertirse en su guía, en abrirles el camino al conocimiento y enseñarles el único camino a la perfección: el esfuerzo personal y la autoperfección mediante la introspección -que le permite conocer su interior- y el estudio del mundo exterior -con el fin de conocer los deseos del Cielo-. Este proceso de mejora genera el "Li", un concepto básico en el pensamiento chino. El Li es tanto un conjunto de normas interiores que disciplinan las pasiones y crean un orden interno en la persona, como una serie de reglas y rituales de la vida comunitaria, en sociedad, que regulan la convivencia y facilitan el orden exterior.
La educación comprenderá, por tanto, un ámbito fundamental: la formación moral, y otros dos que la completan, como son la intelectual y la guerrera. Para conseguir los objetivos morales se enseñan dos disciplinas, la música, porque conmueve el interior de la persona y le crea serenidad, y las ceremonias, que regulan la conducta exterior y otorgan elegancia a quien se ejercita con esmero y rigor. Las prácticas militares comprenden el manejo de carros de combate y el tiro con arco. La formación cultural se centra en el aprendizaje de la escritura y de las matemáticas. 
Los contenidos, organizados en torno a las llamadas seis artes, se extraen de un amplio cuerpo de libros canónicos, unos preconfucianos, otros confucianos. Entre los primeros, destacan, el Libro de Música, el Libro de Odas, el Libro de Ceremonias, el Libro de Historias, los Anales de Primavera y Otoño, y el Libro de las Mutaciones (I Ching); este último es un extraño compendio adivinatorio que, lejos de acumular supersticiones y fraudes, utiliza diversas técnicas milenarias que facilitan la afluencia del pensamiento interior y la intuición escondidos, ocultos a la conciencia; cuando una persona ha de tomar alguna decisión, el I Ching aflora las sensaciones y canaliza la respuesta que ya había tomado en su interior.
El canon confuciano se compone de los Cuatro Libros: las Analectas (florilegio de fragmentos en los que el maestro explica su pensamiento), la Gran Enseñanza, la Doctrina del Justo Medio y el Libro de Mencio (el principal discípulo de Confucio, del siglo IV a. C.).

## Educación en el antiguo Egipto
Egipto, es reconocido como cuna común de la cultura y de la instrucción.
Los egipcios creían en la inmortalidad y en la resurrección del espíritu ya que su cultura es semita no griega. Los pueblos semitas de las zonas esteparias y desérticas de la gran península arábiga habitaron habitualmente en Mesopotamia,
en Siria, en Egipto y llegaron hasta Etiopía.Los semitas dialogaron desde sus comienzos tanto con los pueblos que se organizaron junto a las riberas del Nilo ─se piensa
que el pueblo egipcio es la mezcla de pueblos berberes (del
oeste), bantúes (del sur) y semitas (del este), como los que
se desarrollan junto al Éufrates y al Tigris, donde los acadios coexisten
y dominan por último a los súmeros. de ahí que al este del mundo semita, y como su límite occidental, se encuentra Egipto. El culto y los ritos nos permiten comprender
una antropología diversa de la de los helénicos. El
egipcio embalsama, guarda, venera el cadáver de los muertos,
mientras que el griego lo arroja al mar, lo quema, lo olvida. El
griego piensa en el alma divino-substancial. El egipcio presta
atención a la carne, al corazón, como sujeto de la persona concreta.
Desde el Egipto prehistórico encontramos tumbas, a veces
humildísimas, que nos hablan del respeto del cuerpo4. Los
Textos de los sarcófagos, los Textos de las pirámides, el gran Libro
de los muertos son unánimes en este sentido. No es que pensaban que volvían a habitar de nuevo en los cuerpos que embalsamaban.Lo que verdaderamente nos interesa es anotar que para el
egipcio lo importante no es la inmortalidad del alma substancial
espiritual, sino, muy por el contrario, la resurrección total
del viviente. el libro de los muertos va ser la primera de referencia de educación para los egipcios.<Enrique Dussel el Humanismo Semita /> Dicha doctrina se halla contenida en los libros Herméticos, cuyo contenido eran himnos y cánticos sagrados y versaban sobre los conocimientos humanos. Todo templo egipcio debía poseer un ejemplar. Los egipcios apreciaron siempre la instrucción, utilizando la ciencia como medio de conquista de honores y fortuna. El no letrado era considerado como una bestia de carga, es decir, un esclavo.
La escuela era llamada casa de instrucción; el programa de estudios abarcaba: religión, urbanidad, lectura, escritura, cálculo, natación y gimnasia. En ellas se enseñaba escritura de carácter hieráticos y demóticos, dibujo, contabilidad, redacción literaria y geometría práctica. El paso de la escuela elemental a la superior se determinaba por un examen. 
Los estudios superiores tenían carácter técnico y profesional. Los maestros pertenecían generalmente a la casta de los sacerdotes y tenían como misión mantener su supremacía y autoridad de casta superior y la sumisión de las castas inferiores.
Hasta los cuatro años se entretenían únicamente con juguetes. Desde sus primeros años iban descalzos y con la cabeza rapada. La madre le inculcaba las lecciones de religión y moral. 
El modo de enseñar era completamente rutinario. Los escolares disponían de un silabario donde aparecían ordenados los signos usuales con su pronunciación y su significado. Los aprendían de memoria, los copiaban y cuando los distinguían sabían más o menos leer y escribir. El maestro supervisaba los ejercicios rectificando errores en el dibujo y la ortografía.La geometría y astronomía, resaltaron entre las ciencias. Aunque con similares alcances lo hicieron las artes la pintura y la arquitectura. El sistema escolar egipcio registro dos principales modelos: El primero denominado como de las "Casas de instrucción", incluía la enseñanza elemental y comenzaba a los 6 años. Estaba dirigida por sacerdotes e incluía la enseñanza de los Seis Dones de Thot, o sea, la escritura, la astronomía , la religión, la música, el lenguaje y la higiene, abarcaba todos los sectores populares. Esta instrucción se impartía en templos en sus pórticos y a veces en las calles. La Escuela de los Escriba tenía un programa de enseñanza de mayor nivel, comprendía, además de los Seis Dones la enseñanza de tres tipo de escritura egipcia: la demótica o popular (la que se enseñaba en las "Casas de Instrucción") la hierática o religiosa, y la jeroglífica.

## Educación en el mundo hebreo
Su libro sagrado es el Tanaj. La educación se daba en un principio dentro del seno familiar. La escuela elemental fue una institución tardía. Su método de enseñanza se basaba en la repetición y la revisión. La escuela se organizaba en tres clases: la migar, la mishnath y la guemara; en todas ellas existía el ideal teocrático.
1) La Educación Hebrea
La educación Hebrea estuvo basada en un Dios único, Yahvé – espíritu purísimo, creador de todo lo existente, no admitía dioses vasallos o rivales. El ideal pedagógico fue formar al hombre virtuoso, piadoso, honesto.[cita requerida]
Para comprender los inicios de la educación cristiana se debe investigar necesariamente la educación de los hebreos, el pueblo escogido por Dios. Puesto que es necesario recordar que toda la enseñanza de este pueblo se caracterizó por ser una educación religiosa.
La educación hebrea comenzaba casi cuando el niño empezaba a hablar. Se llevaba a cabo en el interior de la familia, y eran los padres los encargados de traspasar sus tradiciones a los hijos.
1.1 Propósitos de la Educación Hebrea
La educación de los hebreos siempre ha sido teocéntrica. Como el pueblo escogido por Dios los hebreos concentraban su enseñanza en procurar que todos viviesen en la voluntad de Dios, cumpliendo la ley. En cuanto a los propósitos de la educación hebrea podemos mencionar tres:
•	Transmitir la herencia histórica. Generalmente se hacía en forma oral. Se exhortaba la ley.
•	Enseñar en la conducta ética y moral. Se enseñaban los principios básicos de disciplina y conducta.
•	Asegurar la presencia y adoración de Dios.
1.2 Sistema Educativo
El pueblo hebreo contaba con distintas instituciones o líderes dedicados dentro de él, para entregar enseñanza.
A) Educación Familiar
Fue, durante siglos, la única forma de educación existente en Israel, y aun cuando advinieron otras formas, continuó siendo la educación fundamental. La obligación de la familia era educar a sus hijos, según el precepto de Moisés que reproduce la Voluntad de Dios: "Enseñaréis estas palabras a vuestros hijos para que las mediten, hablando de ellas cuando estéis en casa, o de camino, al acostaros y al levantaros".
Se enseñaba a los jóvenes y niños con los siguientes contenidos:
•	La Ley de Dios: sus mandamientos y preceptos.
•	La oración: en la que los Salmos ocupan un lugar de privilegio.
•	La Historia Sagrada: que abarca la religión, la geografía; la historia de los pueblos circundantes y su cultura; las leyes del culto, leyes morales y civiles.
•	La música, bajo sus diversas manifestaciones: canto, instrumentos, danza.
•	La escritura, cuya enseñanza no era obligatoria, pero no era inusual.
•	El oficio, habitualmente propio de cada familia, y trasmitido de padres a hijos.
•	La educación de la mujer no era desatendida en Israel. Se les enseñaba a las mujeres: Las Sagradas Escrituras, hilar, tejer, cocinar, cuidar los rebaños, la administración de los bienes.[cita requerida]
2.- Educación Elemental o Mingrah
Se administraba en la “CASA DEL LIBRO” enseñándoles la lectura, escritura, religión, ciencias y artes. Los niños asistían a partir de los 6 a 10 años.
El maestro era el sofer (expertos en caligrafía hebrea) o escriba.
3.- Educación Media o Mishnah (estudio, repetición)
De los 10 a 15 años los niños asistían a la ESCUELA DE LEYES, donde estudiaban la ley, tanto jurídica como religiosa, así como también la música.
4.- Educación Superior o Guemara
Para los jóvenes de 15 a 18 años pertenecientes a las principales familias o aspirantes a escribas. Se estudiaban la ley, ciencias, medicina, astronomía, geometría, literatura, teología, geografía, historia, etc. Se formaban a los Escribas y Rabinos
El método de enseñanza se basó en la repetición (memoria) y en la revisión, la forma dialogada fue muy frecuente.
Tenía lugar en la "Casa de Investigación o de Estudio", en la que recibían su formación el escriba, pero también el rabino y el doctor de la Ley.
a) El escriba
No sólo realizaban la labor de “copistas” a fin de preservar las tradiciones escritas y orales de Israel, sino que también eran redactores e intérpretes de la ley. Debía ser una persona de situación económica desahogada, no solo por el tiempo que demandaba su formación, sino también porque su espíritu no debía quedar atrapado en el mundo de lo material, en el negocio y los intereses: debía aplicarse por entero a la Palabra de Dios, a entenderla y ponerla en práctica.
b) Los rabinos
Eran, fundamentalmente, maestros: maestros de doctrina (por la predicación) y maestros de vida (a través del consejo y la guía espiritual). Llevaban una vida itinerante, recorriendo pueblos y ciudades, enseñando en las plazas, en las sinagogas, junto a los ríos o en las montañas, y también en las casas. El pueblo en general los escuchaba, pero un grupo más reducido los seguía, acompañándolos en sus desplazamientos y participando más íntimamente de su vida y su doctrina: eran los discípulos.
c) El doctor de la Ley
Personaje de gran autoridad y prestigio, vinculado a la Sinagoga y al Sanedrín: teólogo, maestro, legislador y juez. La sabiduría de los doctores, y su enseñanza, se encuentran recopiladas en el Talmud (siglos II a XIII d.C.), que recoge la tradición erudita de Israel desde al menos el siglo I a.C.
Se llegaba a ser doctor de la Ley tras largos años de aprendizaje junto a un doctor, escuchando respetuosamente sus lecciones (lectura de los textos sagrados, explicación de los mismos, etc.), memorizando la doctrina, asistiendo a las discusiones entre los maestros. Los discípulos interrogaban y eran interrogados, en forma privada o pública. También debían procurar vivir de acuerdo a la Ley. Cuando el maestro consideraba que su discípulo se hallaba suficientemente preparado para enseñar y comentar, lo dejaba ir para que abriera su propia escuela: Israel contaba con un nuevo doctor de la Ley, un nuevo sabio por su doctrina y por su vida, para edificación del pueblo a través de la instrucción y el ejemplo.
d) Los Profetas
En cuanto al oficio de la profecía, se supone que es el profeta la figura central en cuanto a la educación en el pueblo, por cuanto son llamados a exhortar, predicar y anunciar el propósito de Dios y las verdades que él quería transmitir a su pueblo, en un momento determinado.
Los profetas habitualmente se dirigían a los reyes (Educación del gobernante), guiando sus decisiones de acuerdo a la Voluntad de Dios y al pueblo (Educación del pueblo), al que exhortaban a la conversión pues a menudo caía en la idolatría y pervertía sus costumbres.

## Educación en la antigua Grecia
La educación clásica en Grecia comenzó con un proceso vinculado solo a las clases sociales de élite, sin embargo con el paso del tiempo hubo una democratización y la educación quedó en manos del Estado. 
La educación en Grecia partía de la idea de que “una educación buena es la que puede dar al cuerpo y al alma toda belleza y toda la perfección de que son susceptibles”. Es decir, dentro del sistema educativo griego se trataba brindar aquellos elementos que ayudarán a los niños a cultivar su cuerpo y espíritu. Esta educación se fundamenta en el principio ideal de crear ciudadanos que sirvan al fortalecimiento del Estado. 
En la civilización de la antigua Grecia se distinguen cuatro modelos o paideias educativas: la arcaica, entre los siglos VIII y VI a. C. , la espartana y la ateniense, que centran el periodo clásico, del siglo VI a. C. al IV a. C., y la enkiklios paideia helenística que se sitúa en el mundo helenístico creado por Alejandro Magno, que convirtió la lengua y culturas griegas en koiné del Mediterráneo oriental durante la dominación romana y el periodo bizantino.

### Educación y sociedad
La educación en Grecia varía de acuerdo a la región sin embargo se puede decir que en general existía una combinación entre educación intelectual y educación física. No todos los ciudadanos tenían acceso a ella ya que “la sociedad griega estaba estrictamente jerarquizada, por lo que la educación era exclusiva para las élites, las clases más bajas y los esclavos no recibían ningún tipo de educación”
Las élites gobernantes recibían una educación integral, que incluía gimnasia, filosofía, guerra y además, exclusivo de esta clase social, educación sobre las artes políticas. Los hombres libres también tenían acceso a una educación, garantizada por el Estado, ésta abarcaba gimnasia, música, gramática y dibujo.
Los sectores sociales que quedaban fuera eran las mujeres y los esclavos, quienes no eran considerados ciudadanos con derechos políticos y por lo tanto el Estado no tenía la obligación de garantizar su educación, ellos podían aprender algún oficio a través de la tradición oral, generalmente era el padre quien transmitía a sus hijos su sabiduría por medio de la práctica y el ejemplo. Así mismo los hombres libres que no ejercían un cargo de gobierno, aprendían una variedad de oficios mediante la imitación.
A pesar de que en Grecia se encuentra la separación de los procesos educativos de acuerdo a las clases sociales, es evidente que con el tiempo se vuelve menos rígida y con tendencias a lograr una forma de democracia educativa.

### El papel del maestro
También conocido como grammatiste, grammatikós, rhétor. El principal mecanismo de enseñanza de los maestros en Grecia era la mnemotécnica, además el uso de violencia y los castigos corporales medio fundamental de la instrucción y forma eficiente de desarrollar disciplina en los alumnos.
Los maestros de las escuelas de los Estados eran griegos, es decir hombres libres, quienes ejercían un oficio como cualquier otro;  pero los esclavos también servían como maestros, estos eran llamados “pedagogos domésticos” casi siempre extranjeros traídos por los guerreros como botín de guerra.  La posición social del maestro no fue ciertamente de gran prestigio, el oficio de enseñar era el oficio de los que habían caído en desgracia.

### Educación arcaica
La paideia arcaica surge durante la formación del mundo griego, asimiladas las civilizaciones anteriores minoica y micéncia de la primera mitad del segundo milenio a.C., y superadas las llamadas Edades Oscuras de transición del segundo al primer milenio. Entre los siglos VIII y VI a. C. se gesta la cultura griega y se extiende por la ribera del Mar Mediterráneo desde las costas del Asia Menor hasta los confines occidentales (Iberia) del mundo conocido gracias a la labor comercial. Las colonias griegas aparecen en las costas del norte de África, la península ibérica y en el sur de Italia (la Magna Grecia).
En estos albores del primer milenio a.C., Homero y Hesíodo crean la paidea arcaica que servirá de inspiración a modelos posteriores. Homero, en sus obras la Ilíada y la Odisea, crea el ideal perfecto de la educación, la kalokagathía (del griego kalós: bello, y de agathós: bueno) que establece la armonía entre la educación física, corporal, y la educación espiritual -intelectual y moral del alma-. Esta areté se basa en la imitación "mimesis" del paradigma de los dioses y héroes. 
En la areté física, la gimnástica cultiva el cuerpo mediante la práctica deportiva, los ejercicios físicos y el manejo de las armas, sin olvidar la dimensión técnica, techné, de la formación, el aprendizaje de un oficio, la aplicación práctica de los conceptos y virtudes transmitidos por la enseñanza. La gimnasia se practicaba en la palestra terreno deportivo al aire libre, cuadrado y rodeado de muros.  Las características distintivas en la práctica de la gimnasia eran: total desnudez del atleta, unciones de aceite y el acompañamiento de oboe durante los ejercicios. Los deportes más practicados eran la lucha, la carrera, el salto y el lanzamiento de disco y de jabalina. Además podían practicar el boxeo y el pancracio. Los niños de familias adineradas practicaban también la equitación desde muy pequeños.
La gimnasia se practicaba desde la educación arcaica y a partir de ahí  continuó siendo uno de los pilares de la educación griega. El incluir a la gimnasia en la formación de sus ciudadanos llevó a los griegos a la creación de los juegos olímpicos, surgidos en el 776 a. C. En estos primeros torneos, los jóvenes griegos competían por ver quién era el más fuerte, el más veloz o el más hábil en el manejo de un arma o técnica de lucha.
La areté espiritual incluye la formación cultural y moral. La música, la lengua griega, el saber hablar y debatir, así como el aprender a manejarse en la vida, a vivir en comunidad, conforman el aprendizaje intelectual que debe completarse con la enseñanza moral de las virtudes: la piedad o eusebeia (el temor a los dioses), el respeto a los demás, la nobleza, el orgullo y la bondad. Este ideal educativo solamente está al alcance de los mejores, los aristoi, un concepto aristocrático que Homero traslada desde sus orígenes sociales, de una nobleza como grupo social, al terreno espiritual en el que los aristoi son los filósofos, personas que demuestran su excelencia al resto de ciudadanos gracias a su espíritu competitivo, al valor y práctica constante del esfuerzo, de la superación y del triunfo, virtudes que tendrán un premio: el honor.
En este proceso de educación espiritual, Homero cree en los efectos que el arte produce en el alma humana; la poesía, la filosofía y la retórica guían, enseñan, modelan el espíritu humano, en una especie de psicagogía.
Hesíodo, en su obra Los trabajos y los días continúa el modelo homérico pero lo democratiza, extiende los beneficios de la educación al conjunto de los ciudadanos, no solo a la nobleza. Pervive la areté heroica, pero Hesíodo canta y alaba el trabajo prosaico, la laboriosidad cotidiana, el quehacer y la sabiduría de los artesanos y trabajadores que cumplen con su oficio día a día. Otra aportación fundamental fue el concepto de diké, de justicia como derecho, ley que crea la comunidad de ciudadanos, no como el themis homérico de justicia identificada con las costumbres aristocráticas. La justicia combate la hybris, la desmesura que destruye el orden interior el orden social.

### En la antigua Polis
En la antigua polis de Esparta la educación pretendía formar a los ciudadanos en las destrezas de la guerra y en la participación en la vida civil y política de la ciudad. El ideal de hombre a formar se basaba en la obediencia, la disciplina, la templanza, la sobriedad, la austeridad en la vida cotidiana y la resistencia al dolor y al sufrimiento. Aquellos espartanos que conseguían disciplinar el alma y el cuerpo en este modelo, desarrollaban un sentimiento de honor, una especie de orgullo de casta social y de patria, que se manifestaba en conductas llenas de lealtad y fidelidad mutua, de respeto y veneración a los ancianos. 
Estos objetivos educativos adquieren significado cuando se enmarcan en el contexto social e histórico de Esparta. Este modelo educativo se aplicaba solamente a unas 9.000 personas, una minoría que disfrutaba de derechos civiles y políticos gracias a que eran los descendientes de los dorios que invadieron y conquistaron Laconia, el valle del río Eurotas, en el siglo X a. C., y sometieron a la esclavitud a sus habitantes aqueos y mesenios. Estos esclavos o ilotas, eran junto a los periecos -los trabajadores libres que se dedicaban al comercio, a la artesanía y a la agricultura- la mayoría de la población y, sin embargo, carecían de derechos y estaban sometidos a la minoría espartana que habitaba el interior de la polis. Durante los siglos VIII y VII a. C. estallaron las Guerras mesenias en las que los ilotas se rebelaron sin éxito. Los espartanos, ante estas experiencias, desarrollaron un Estado militar y una estructura social y educativa basada en el adiestramiento en el manejo de las armas, en las virtudes de obediencia, austeridad y disciplina propias del guerrero; trataban de estar alertas y preparados ante cualquier levantamiento de sus esclavos; posteriormente, esta preparación convertiría a Esparta en potencia hegemónica de Grecia durante las guerras contra los persas.
El proceso educativo se iniciaba en el mismo momento del nacimiento, en un acto de eugenesia cuando los ancianos examinan el recién nacido y determinan si debe vivir o morir; un bebé sano y robusto sería un buen guerrero o una madre que engendraría en el futuro nuevos y fuertes espartanos; por el contrario, si observaban que estaba enfermo o consideraban que sus taras físicas le impedirían cumplir sus deberes como espartano, lo condenaban a ser arrojado a un profundo foso.
La crianza, física y moral, hasta los siete años de edad estaba a cargo de la madre; cuando, niños y niñas, cumplían los siete años y hasta los treinta, el Estado asumía su educación. Se consideraba que los hijos no eran propiedad de sus padres, sino de la polis, de la comunidad. La escuela se organizaba como un cuartel militar: el campamento (la polis) estaba a cargo del Eforo de educación; los batallones a cargo del próteros, las compañías mandadas por un boagós, y una policía militar de castigo imponía sanciones y disciplina (los mastigórofos). Durante la infancia (de 7 a 18 años), la corta adolescencia (de 18 a 20 años) y la juventud (hasta los 30 años), los espartanos recibían una dura formación física y militar que los preparaba para la guerra. Se completaba con una educación moral y cívica que, llegada la edad adulta, les permitía incorporarse a la vida ciudadana y política. Formaban parte de la minoría que regía los destinos de Esparta en las diversas instituciones políticas: los Éforos, que ejercían el poder ejecutivo y elegía la Diarquía o dos reyes; la Gerusía o consejo de ancianos que proponía leyes y decisiones a la Apella, la asamblea popular de varones adultos. Esta doble vertiente, militar y cívica, reducía la formación intelectual a un aprendizaje elemental de la lectura, de la escritura, del cálculo y a la memorización de las obras de Homero; un exceso en estos contenidos podía dañar el espíritu de obediencia que debe guiar a un guerrero. Como tenían a una masa de esclavos y trabajadores a su servicio, los espartanos despreciaban y rechazaban de manera absoluta el aprendizaje y la práctica de oficios y artes mecánicas.

### Educación ateniense
Atenas representa el origen de la democracia, el esplendor de la civilización griega durante el siglo V a. C., época en la que crearon sus obras los grandes filósofos Sócrates y Platón, los trágicos Esquilo, Sófocles y Eurípides, los historiadores Tucídides y Heródoto y el escultor Fidias. 
El modelo educativo ateniense resume aportaciones de las diversas paideias griegas; de la homérica recibe el enfoque aristocrático concebido como nobleza espiritual más que de grupo social, de una areté de doble vertiente, espiritual y física, extendida a todos los ciudadanos. Los griegos consideraban que Homero enseñaba todo lo que debía saber un hombre digno de tal nombre: las actividades de los tiempos de paz y de los tiempos de guerra, los oficios, la política y la diplomacia, la sabiduría, la cortesía, el valor, los deberes hacia los padres y hacia los dioses. 
Hesíodo amplía el carácter democrático que debe tener la educación, un derecho y una obligación para todos los ciudadanos, cuyo trabajo privado, en su ámbito profesional se valora por su importancia en la construcción de la comunidad, de la polis. De esta raíz popular deriva el concepto de justicia -diké- como ley o derecho elaborado por el conjunto de ciudadanos; cualquier violación de la ley -el desprecio del derecho- causa una honda perturbación en el ámbito privado de la persona y en la sociedad. Atenas toma de Esparta el sentido comunitario que impregna la educación y la vida cotidiana de los espartanos que cumplen con agrado y obediencia sus deberes en la gestión pública de los asuntos de la polis.
De la paidea jónica nace en Atenas el concepto de libertad ciudadana, de una educación cívica y política que ha de formar buenos ciudadanos mediante el ethos (carácter) de respeto a la ley surgida, elaborada, por la comunidad. A todas estas aportaciones previas, los atenienses suman su búsqueda del equilibrio entre la comunidad y el individuo, y una educación cívica que fomente la honestidad, la decencia y el respeto de las leyes de la polis.
No hay que olvidar que, pese al avance que supuso la democracia ateniense, solo disfrutaban de derechos cívicos y políticos los ciudadanos, y éstos eran una minoría que excluía a los extranjeros o metecos, a las mujeres y a la masa de esclavos que trabajaban para sus democráticos amos.
Las nómoi, las leyes que elaboran los ciudadanos para proteger el bien común, son el fundamento de la vida política ateniense y, por tanto, de la educación. En las escuelas elementales, en los gimnasios y en los simposios -banquetes donde los ancianos transmitían la sabiduría a los jóvenes-, en todas estas instituciones educativas se pretendía formar buenos ciudadanos educados en el respeto y la comprensión de la ley, debían conocer y entender los motivos que justificaban y convertían en sagradas las leyes: el Estado descansaba en el libre sometimiento de los ciudadanos a las leyes que la comunidad elaboraba a través de la participación en el gobierno de la polis. Fundamental era el objetivo de comprender los conceptos de eunomía, isonomía y eukosmía; el ciudadano debía comprender que las leyes eran buenas, las mejores (eunomía) porque se basaban en la justicia (diké), era leyes justas para todos los ciudadanos, ellos habían participado en su creación. El igualitarismo ateniense se manifestaba en el carácter de la isonomía, las leyes eran idénticas para todos los ciudadanos y, además, garantizaban el orden cósmico, eran el soporte del mundo, de la sociedad y del individuo. 
La formación del ciudadano debía, por tanto, de ser moral, espiritual, formar al alumno en la mentalidad de servicio a la polis, y a la vez física. La educación del cuerpo y del alma, la Kalokagathía, tomaba de Homero la areté física, a cargo de los paidotribes, en la que la educación gimnástica fortalecía y embellecía el cuerpo, a la vez que ayudaba a formar guerreros que defendieran la polis en caso de guerra. La areté espiritual, impartida por los citaristas, daba gran importancia a la poesía, la danza y la música, cumplían un papel de catarsis, purificaban y transformaban el alma de los alumnos. Antes de acceder a esta formación superior, los niños recibían los rudimentos de lectura, escritura y cálculo en las escuelas a cargo del maestro grammatista.

### Enkiklios paideiahelenística
A la decadencia de la polis en el siglo IV le siguió el esplendor del helenismo en todo el ámbito del Mediterráneo oriental. Alejandro Magno, entre el 332 a. C. y el 323 a. C., conquista Grecia y crea un inmenso imperio desde el río Nilo hasta el río Indo; a su pronta muerte, sus generales se reparten sus dominios y nacen los reinos helenísticos en los que la lengua griega se convierte en koiné, lingua franca y de cultura. Cuando Roma domina estos territorios, la cultura griega se convierte en referencia de civilización y refinamiento para las élites romanas, los artistas copian las esculturas de Fidias, Praxíteles o Mirón (copias que hoy se catalogarían de plagio y, sin embargo, son las únicas que nos han llegado a la actualidad, nos permiten admirar la belleza y grandiosidad de la escultura griega), aprenden la lengua griega, admiran la filosofía platónica y aristotélica, las escuelas cínicas y estoicas. También el modelo educativo griego, en especial de su etapa final helenística influye en Roma, Cicerón será quien adapte la paideia griega a la humanitas romana.
La enkilios paideia helenística aporta una sistematización y organización de los saberes escolares. El carácter encíclico, enciclopédico de este modelo educativo se manifiesta en un plan educativo que distribuye los contenidos en varias etapas sucesivas, entre las que destaca el núcleo formativo de la adolescencia, auténtico conjunto de materias organizadas y sistematizadas con el fin de dotar al estudiante de una formación completa e integral tanto física -cuidado del cuerpo- como intelectual y cultural, una clara aplicación de la areté homérica, la kalokagathía, la educación del cuerpo y del alma.
La crianza, o trophé, del nacimiento hasta los 7 años de edad, se realiza en el hogar. La madre, en ocasiones un aya o nodriza, o un pedagogo, enseñan al párvulo (népios) las costumbres griegas y las virtudes morales, estaba a cargo de los padres del niño de la nodriza o quien se ocupara de él, le proporcionará las primeras enseñanzas, encaminadas a mantener las tradiciones, es decir contar historias propias de esta cultura, adentrarse en la mitología y leyendas.
Posteriormente a los 7 años el niño comienza su paideia o formación cultural, iniciando entonces con la escuela que garantizaba el Estado o en clases con profesores particulares, las asignaturas que cursaban eran: gramática, música y gimnasia. La paideia infantil se desarrolla entre los 7 y 14 años en Atenas, hasta los 18 en Esparta. El niño (país) se educa en la areté física y espiritual. Recibe formación gimnástica con el objetivo de desarrollar, fortalecer y embellecer su cuerpo: práctica la lucha en la palestra, el paidotribes (maestro) le enseña los fundamentos deportivos del penthatlon de salto, carrera, lucha, lanzamiento de disco y lanzamiento de jabalina. La formación poética y musical se inicia con las primeras letras que le inculca el grammatista o maestro de escuela elemental; adquiere los rudimentos de la lectura, la escritura y el cálculo. Aprende a leer mediante un método alfabético (identifica las letras, descodifica los símbolos que suponen las grafías y poco a poco se inicia en la lectura de palabras y oraciones), a escribir trazando letras con estiletes sobre tablillas, copiando modelos escritos del maestro en pergaminos. El canto y la música, que tienen un efecto moral, catártico, transformador del espíritu, se imparte a cargo del citarista (khitaristés), el niño aprende a tocar instrumentos musicales como la flauta, la cítara y la lira; la lectura y memorización de poesías de contenido moralizante y ejemplar completan la formación moral del alumno.
Una vez se entra en la adolescencia, en la efebía para los atenienses, entre los 16 y 20 años, la melestrenia para los espartanos de 18 a 20 años, el alumno recibe la enkiklios paideia, el núcleo fundamental de la formación y la cultura que le guiará durante su vida. Amplia los contenidos de la educación infantil y aporta nuevas materias de mayor complejidad, pero sigue bajo el concepto de la kalokagathía homérica, la areté física y la areté espiritual. En el gimnasio continúa el aprendizaje del penthatlón, en la palestra aprende los secretos de la lucha, del manejo de las armas y el arte de la equitación, conjunto de disciplinas que se conoce como pancration. La areté espiritual se centra en una amplia y profunda formación intelectual en unas materias organizadas y estructuradas en dos grupos que, en la Edad Media cristiana, constituirán el Trivium (gramática, retórica y dialéctica) y el Cuadrivium (aritmética, astronomía, geometría y música). En la gramática se estudia un canon literario que incluye los épicos Homero y Hesíodo, los trágicos Esquilo, Sófocles, Eurípides, los historiadores Heródoto, Tucídides y Jenofonte, los poetas líricos Safo y Píndaro, los 10 oradores áticos y Demóstenes. Practican un método didáctico que se inicia con la lectura y resumen y crítica del texto, seguidos de la exégesis o comentario del maestro, finalmente, el alumno razona su propio juicio crítico (krisis) y practica ejercicios de composición literaria mediante los redacta poemas épicos, líricos, textos teatrales y oratorios.
La retórica enseña el arte de embellecer el lenguaje escrito o hablado con el fin de deleitar, persuadir o conmover. El primer paso es la creación de las ideas que se expondrán en el discurso, este debe seguir un procedimiento bien definido, se inicia con un exordio o preámbulo en el que el orador justifica el interés y capta la atención del oyente o del lector; la narración de las ideas debe seguir una argumentación clara, con momentos de digresión y peroración. No solamente es importante el contenido del discurso, también hay que cuidar la elocución y la acción del orador; la elocución -la manera de hablar- será brillante, correcta, adecuada al sujeto que escucha y al objeto que se expone, mantendrá unas formas básicas de humildad, respeto, atemperada y, sin embargo, sublime. El orador cuidará con esmero la pronunciación, la entonación, la modulación de la voz, sus ademanes y gestos con las manos y el cuerpo.
Junto a este aprendizaje de los fundamentos teóricos de la retórica, el alumno practicará redactando sus propias composiciones en las que imitará los modelos formales de epitalamios, oraciones fúnebres, discursos, etc. Antes deberá haber analizado el canon de la retórica, compuesto por Demóstenes y los Diez Oradores Áticos, habrá desarrollado ejercicios en los que comparaba autores y textos, describía sus ideas y técnicas particulares, identificaba las tesis de cada uno, y finalizaba con un debate o discusión con el resto de compañeros. Este proceso de aprendizaje se completaba con la dialéctica que enseñaba a l adolescente los métodos de razonamiento filosófico para entender y comprender el mundo.
La enseñanza continuaba en la edad adulta, con una educación que hoy diríamos superior, destinada a la formación de profesionales como médicos y arquitectos, y en una profundización en las artes de la retórica mediante el método sofista, y la incorporación de la filosofía como saber supremo, a cargo del filósofo que aplica el método socrático.

## El Humanismo pedagógico (siglo XV-XVI)
La Edad Media finaliza en 1453 (caída de Bizancio ante el poder otomano) o 1492 (descubrimiento de América) según la división tradicional de los periodos históricos. Le sucede el Renacimiento y Humanismo durante los siglos XV y XVI, época en la que se pretende recuperar el legado de la civilización clásica de Grecia y Roma. Será en Italia, donde se inicie este proceso en el siglo XV (Quattrocento) y se extenderá a Europa en el XVI. Aunque los humanistas argumentaban contra la Escolástica medieval, en realidad, solamente negaban su etapa final y decadente; en su momento de esplendor (siglo XIII) había conciliado la fe cristiana con el pensamiento aristotélico y anteriormente con el platonismo.
El Humanismo se fundamentó en una renovación filológica. Impulsó el estudio del latín y del griego con el objetivo de leer a los clásicos en sus lenguas originales. No se dejó de lado el carácter religioso de la cultura porque el humanismo mantenía sus raíces cristianas, de esta manera, una prioridad filológica fue la restitución de la Biblia a su redacción en latín, griego y arameo, con el fin de superar el filtro de la versión canónica y latina de San Jerónimo (siglo IV): en este camino, destaca la labor del español cardenal Cisneros que impulsó la publicación de la Biblia políglota. Se mantuvo la disputa entre los partidarios de integrar fe y saber pagano, y quienes se oponían, polémica que hundías sus raíces en los escritos de los primeros Padres de la Iglesia (siglos I-IV). Tanto humanistas como la patrística (San Agustín de Hipona en especial), defendían el valor de los saberes clásicos para la fe cristiana, arguían que los sabios paganos habían visto, en su vida y en sus tratados filosóficos y científicos , la verdad, de una manera parcial, con algunos errores, por tanto, si la verdad procede de Dios, los antiguos habían alcanzado, parcialmente, la sabiduría divina. Los contrarios a esta opciós encontraban graves peligros para la religión en los saberes paganos, porque éstos podían corromper la fe y alejar al creyente de la verdad y de Dios.
La educación en el humanismo del siglo XVI se entiende con mayor claridad a partir de estos presupuestos cristianos y de recuperación del legado greco-romano, restituido no solamente en su pureza idiomática sino también aumentado en su valoración. La antropología humanista concibe al ser humano como una creación divina a la que Dios ha otorgado la razón o entendimiento y el lenguaje o la palabra, verdadera “chispa divina” que crea la cultura y la transmite de padres a hijos, de maestros a discípulos. El hombre es un ser privilegiado entre todas las criaturas de la Creación porque ha recibido la razón que le permite contemplar, acceder y comprender la sabiduría divina; este entendimiento debe guiar al hombre en el ejercicio del libre albedrío que Dios le ha otorgado: libertad para elegir entre hacer el mal, si se deja arrastrar por los instintos y las bajas pasiones descontroladas, o hacer el bien si atiende los dictados de la razón. 
La formación del discípulo se basará en la trasmisión de la cultura que las generaciones anteriores ha elaborado, en especial, los saberes clásicos que guiarán al hombre en su formación moral, en el conocimiento y práctica de las virtudes cristianas durante su vida en este mundo terrenal.

Novedad importante en el humanismo es la percepción de las diferentes capacidades intelectivas de los escolares. Pedagogos como el valenciano Juan Luis Vives (“Disciplinas”), observan que cada alumno tienen constituciones físicas diferentes que hay que atender en su educación, sucede así con los ciegos y sordos, quienes, por primera vez, reciben la atención de los pedagogos y se les considera aptos para recibir una educación. Además de los rasgos corporales, los escolares presentas diferencias en sus capacidades intelectivas: su educación deberá ajustarse a sus particulares capacidades de inteligencia, memoria e imaginación. Tiempo y paciencia recomendará Vives para conseguir una educación óptima en personas con capacidades diversas.

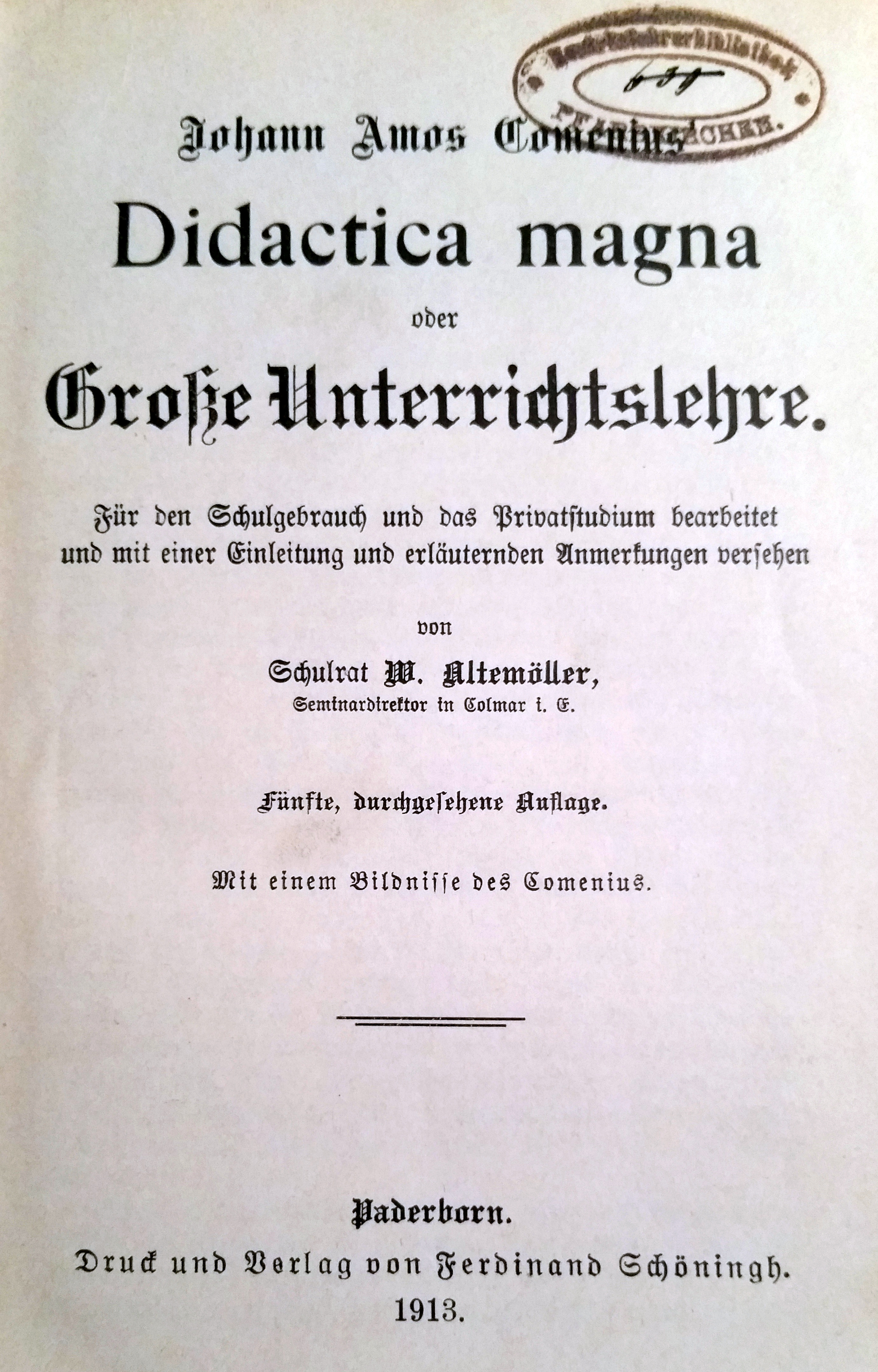
Johann Amos Comenius. Didactica Magna.

###### Comenio y su aporte en educación
Juan Amós Comenio (1592-1670) uno de los pedagogos que más influyo en la educación moderna, y el primero en hablar de la escuela primaria, ya que no consideraba a la familia como primera institución y en la cual el niño aprendería valores. Este pedagogo instala a partir de numerosos escritos algunas de los más relevantes mecanismos que perpetúan a lo largo de varios siglos la pedagogía moderna.
En su texto Didáctica Magna se despliegan varios de los dispositivos fundantes instaladas en la pedagogía como la universalidad, gradualidad y simultaneidad. Para Comenio es preciso crear algún instrumento capaz de enseñar todo a todos. Su ideal pansófico consiste en enseñar todo a todos, sin discriminar hombres, mujeres, niños y niñas. Es su concepto de educación universal, y sus escritos en la Didáctica Magna, establecen diferentes escuelas por las que los niños pasaran. Entre ellas están la escuela maternal, que se dará en los hogares; el gimnasium, que se refiere a una educación ya en las ciudades; y la academia, que es en las provincias. Estas escuelas están atravesadas por otro de los criterios que Comenio platea y tiene que ver con la gradualidad en la que los sujetos, por medio de las escuelas, irán de los escalones más simples a los más complejos, estableciendo así un orden. Además, esta idea comprendía enseñar completamente todo a todos por lo que propone las áreas que estos deben aprender metafísica, física, óptica, astronomía, geografía, cronología, historia, aritmética, geometría, estática, mecánica, dialéctica, gramática, retórica, poesía, música, economía, política, ética, religión y piedad, todas desde la escuela maternal.